# هايدن رورك
ويليام هنري رورك (بالإنجليزية: Hayden Rorke)‏، ولد في 23 أكتوبر 1910 م في بروكلين في نيويورك وتوفي في 19 أغسطس 1987 م في كاليفورنيا بالولايات المتحدة .

## أدواره
قام بدور ألفريد بيلوز في مسلسل أي دريم أوف جيني .

## وفاته
توفى هايدن بعد عناء طويل من مرض الورم النقوي المتعدد .

## وصلات خارجية
- هايدن رورك على موقع IMDb (الإنجليزية)
- هايدن رورك على موقع ألو سيني (الفرنسية)
- هايدن رورك على موقع أول موفي (الإنجليزية)
- هايدن رورك على موقع قاعدة بيانات برودواي على الإنترنت (الإنجليزية)
- هايدن رورك على موقع قاعدة بيانات برودواي على الإنترنت (الإنجليزية)
- هايدن رورك على موقع قاعدة بيانات الأفلام السويدية (السويدية)
- هايدن رورك على موقع إن إن دي بي (الإنجليزية)
- هايدن رورك على موقع قاعدة بيانات الفيلم (الإنجليزية)
- هايدن رورك على موقع كينوبويسك (الروسية)

- /http://www.imdb.com/name/nm0740718